# Nicole Flagothier
Nicole Josiane Ghislaine Flagothier (ur. 9 stycznia 1966 w Rocourt) – belgijska judoczka. Olimpijka z Barcelony 1992, gdzie zajęła piąte miejsce w wadze lekkiej.
Srebrna medalistka mistrzostw świata w 1991 i brązowa w 1997; siódma w 1989 i 1993; uczestniczka zawodów w 1987. Startowała w Pucharze Świata w latach 1989−1993, 1995−1998 i 2000. Zdobyła sześć medali na mistrzostwach Europy w latach 1988−1997. Mistrzyni Igrzysk frankofońskich w 1989 roku.

## Letnie Igrzyska Olimpijskie 1992
| Konkurencja | Rundy eliminacyjne   | Rundy eliminacyjne       | Finały                     | Finały                 | Klas. końcowa |
| Konkurencja | 1/16                 | 1/4                      | 1/2                        | o 3. miejsce           | Miejsce       |
| ----------- | -------------------- | ------------------------ | -------------------------- | ---------------------- | ------------- |
| 56 kg       | Kate Donahoo (USA) Z | Filipa Cavalleri (POR) Z | Nicola Fairbrother (GBR) P | Chiyori Tateno (JPN) P | 5.            |